# Sugarmill Woods
Sugarmill Woods es un lugar designado por el censo ubicado en el condado de Citrus en el estado estadounidense de Florida. En el Censo de 2010 tenía una población de 8.287 habitantes y una densidad poblacional de 120,45 personas por km².

## Geografía
Sugarmill Woods se encuentra ubicado en las coordenadas 28°44′8″N 82°29′37″O / 28.73556, -82.49361. Según la Oficina del Censo de los Estados Unidos, Sugarmill Woods tiene una superficie total de 68.8 km², de la cual 68.79 km² corresponden a tierra firme y (0%) 0 km² es agua.

## Demografía
Según el censo de 2010, había 8.287 personas residiendo en Sugarmill Woods. La densidad de población era de 120,45 hab./km². De los 8.287 habitantes, Sugarmill Woods estaba compuesto por el 95.03% blancos, el 1.85% eran afroamericanos, el 0.16% eran amerindios, el 1.35% eran asiáticos, el 0.01% eran isleños del Pacífico, el 0.49% eran de otras razas y el 1.11% pertenecían a dos o más razas. Del total de la población el 3.58% eran hispanos o latinos de cualquier raza.